# Kołbiel (gromada)
Kołbiel – dawna gromada, czyli najmniejsza jednostka podziału terytorialnego Polskiej Rzeczypospolitej Ludowej w latach 1954–1972.
Gromady, z gromadzkimi radami narodowymi (GRN) jako organami władzy najniższego stopnia na wsi, funkcjonowały od reformy reorganizującej administrację wiejską przeprowadzonej jesienią 1954 do momentu ich zniesienia z dniem 1 stycznia 1973, tym samym wypierając organizację gminną w latach 1954–1972.
Gromadę Kołbiel z siedzibą GRN w Kołbieli utworzono – jako jedną z 8759 gromad na obszarze Polski – w powiecie mińskim w woj. warszawskim, na mocy uchwały nr VI/10/7/54 WRN w Warszawie z dnia 5 października 1954. W skład jednostki weszły obszary dotychczasowych gromad Bocian, Człekówka, Karpiska, Kołbiel, Sępochów, Skorupy, Stara Wieś i Wola Sufczyńska ze zniesionej gminy Kołbiel w tymże powiecie. Dla gromady ustalono 26 członków gromadzkiej rady narodowej.
1 stycznia 1958 gromada weszła w skład nowo utworzonego powiatu otwockiego w tymże województwie.
1 stycznia 1959 do gromady Kołbiel przyłączono wsie Borków, Podgórzno i Władzin ze znoszonej gromady Rudno w powiecie mińskim.
31 grudnia 1959 do gromady Kołbiel przyłączono obszar zniesionej gromady Sufczyn w tymże powiecie.
1 stycznia 1969 do gromady Kołbiel włączono wsie Antoninek, Chrosna, Chrząszczówka, Kąty i Lubice ze zniesionej gromady Kąty w tymże powiecie.
Gromada przetrwała do końca 1972 roku, czyli do kolejnej reformy gminnej. 1 stycznia 1973, tym razem w powiecie otwockim, reaktywowano gminę Kołbiel.